# Coppa Italia di calcio da tavolo 1983
La settima Coppa Italia di calcio da tavolo venne organizzata dalla F.I.C.M.S. ad Alassio il 3 e 4 dicembre 1983. La competizione si articolò su una selezione regionale delle squadre, le vincitrici di ogni regione accedevano ad un raggruppamento interregionale con criterio geografico (Nord-Ovest, Nord-Est, Centro e Sud). La vincitrice di ogni raggruppamento si qualificò per la "Final-Four". I singoli "match" si svolsero fra 3 giocatori per ciascuna squadra che, in tre turni di gioco, si incontrarono tra loro per un totale di 9 partite. Ad ogni singola vittoria vennero attribuiti 2 punti, al pareggio 1, alla sconfitta 0. Quest'edizione fu l'ultima organizzata dalla F. I.C.M.S., che abbandonò la formula della "Coppa Italia" per quella del "Campionato Italiano a Squadre", il trofeo fu definitivamente assegnato al S.C. Diavoli Milano che se lo aggiudicò per la seconda volta. La pausa per la manifestazione durò fino al 1996.

## Medagliere
| Pos. | Regione   |   |   |   | Totale |
| ---- | --------- | - | - | - | ------ |
| 1    | Lombardia | 1 | 0 | 0 | 1      |
| 2    | Liguria   | 0 | 1 | 0 | 1      |
| 3    | Umbria    | 0 | 0 | 1 | 1      |

## Risultati

### Categoria Squadre

#### Girone finale

##### S.C. Genova - S.C.Diavoli Milano 9-9
| Davide Massino   | Emanuele Funaro   | 3-0 |
| Paolo Zappino    | Valerio Placanica | 0-0 |
| Michele Avanzino | Adriano Potecchi  | 0-2 |
| Davide Massino   | Valerio Placanica | 0-0 |
| Paolo Zappino    | Adriano Potecchi  | 2-3 |
| Michele Avanzino | Emanuele Funaro   | 2-3 |
| Davide Massino   | Adriano Potecchi  | 2-1 |
| Paolo Zappino    | Emanuele Funaro   | 2-1 |
| Michele Avanzino | Valerio Placanica | 0-4 |

##### S.C.  Trespass Napoli - A.C.S. Perugia 5-13
| Raffaele Allocca | Mauro Manganello     | 2-0 |
| Antonio Caruso   | Fabio Belloni        | 1-2 |
| Bonavita         | Stefano De Francesco | 0-3 |
| Raffaele Allocca | Fabio Belloni        | 3-3 |
| Antonio Caruso   | Stefano De Francesco | 0-2 |
| Bonavita         | Mauro Manganello     | 0-3 |
| Raffaele Allocca | Stefano De Francesco | 0-1 |
| Antonio Caruso   | Mauro Manganello     | 2-1 |
| Bonavita         | Fabio Belloni        | 0-6 |

##### S.C.  Trespass Napoli - S.C. Genova 7-11
| Raffaele Allocca | Michele Avanzino | 3-3 |
| Antonio Caruso   | Paolo Zappino    | 2-0 |
| Bonavita         | Davide Massino   | 0-3 |
| Raffaele Allocca | Paolo Zappino    | 1-1 |
| Antonio Caruso   | Davide Massino   | 3-2 |
| Bonavita         | Michele Avanzino | 1-2 |
| Raffaele Allocca | Davide Massino   | 2-6 |
| Antonio Caruso   | Michele Avanzino | 1-1 |
| Bonavita         | Paolo Zappino    | 1-4 |

##### A.C.S. Perugia - S.C.Diavoli Milano 8-10
| Stefano De Francesco | Emanuele Funaro   | 3-0 |
| Fabio Belloni        | Valerio Placanica | 1-0 |
| Mauro Manganello     | Adriano Potecchi  | 1-2 |
| Stefano De Francesco | Valerio Placanica | 0-0 |
| Fabio Belloni        | Adriano Potecchi  | 1-3 |
| Mauro Manganello     | Alessandro Rossi  | 1-1 |
| Stefano De Francesco | Adriano Potecchi  | 2-0 |
| Fabio Belloni        | Emanuele Funaro   | 1-1 |
| Mauro Manganello     | Valerio Placanica | 1-4 |

##### S.C. Genova - A.C.S. Perugia 13-5
| Davide Massino   | Mauro Manganello     | 1-0 |
| Paolo Zappino    | Fabio Belloni        | 3-2 |
| Michele Avanzino | Stefano De Francesco | 1-1 |
| Davide Massino   | Fabio Belloni        | 1-1 |
| Paolo Zappino    | Stefano De Francesco | 3-2 |
| Michele Avanzino | Mauro Manganello     | 4-1 |
| Davide Massino   | Stefano De Francesco | 4-1 |
| Paolo Zappino    | Mauro Manganello     | 1-1 |
| Michele Avanzino | Fabio Belloni        | 2-3 |

##### S.C. Diavoli Milano - S.C.Tresspas Napoli 18-0
| Adriano Potecchi  | Bonavita         | 3-0 |
| Valerio Placanica | Antonio Caruso   | 2-0 |
| Emanuele Funaro   | Raffaele Allocca | 1-0 |
| Adriano Potecchi  | Antonio Caruso   | 3-2 |
| Valerio Placanica | Raffaele Allocca | 4-3 |
| Emanuele Funaro   | Bonavita         | 5-3 |
| Adriano Potecchi  | Raffaele Allocca | 2-1 |
| Valerio Placanica | Bonavita         | 5-0 |
| Emanuele Funaro   | Antonio Caruso   | 5-1 |